# Kodak D-76
Kodak D-76 är en framkallare för svart-vit negativfilm som produceras av Kodak. D-76 är Kodaks standardframkallare, vilket innebär att den kan framkalla de flesta filmer med normala egenskaper. Kodak D-76 kom ut på marknaden år 1927, vilket gör den till Kodaks äldsta filmframkallare som produceras idag.
Receptet är känt sen slutet av 1800-talet.

## Recept
- 2 gram borax
- 2 gram metol
- 5 gram hydrokinon
- 100 gram natriumsulfit vattenfri
- 1000 ml vatten

Metol och hydrokinon löses för sig i 40-gradigt vatten. Natriumsulfit löses för sig också i 40-gradigt vatten.